# Lista de condados de Montana

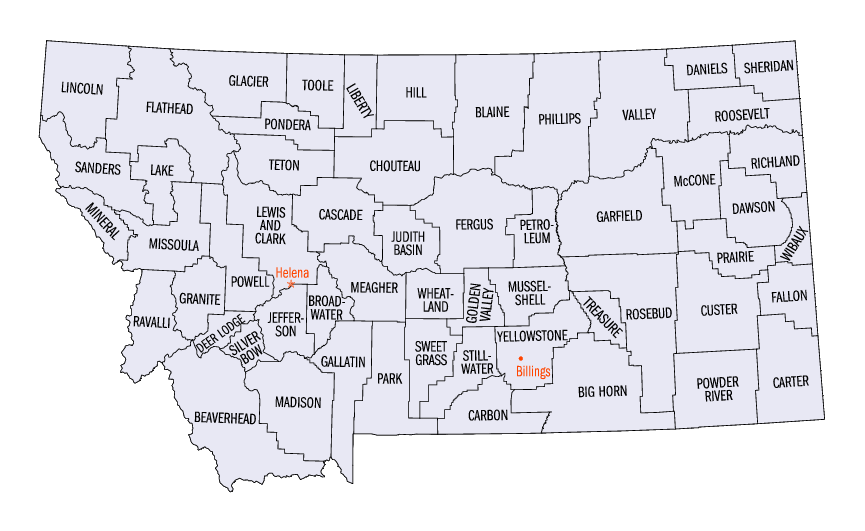
Mapa dos condados de Montana

A seguir, lista dos 56 condados de Montana, Estados Unidos.
| - Beaverhead - Big Horn - Blaine - Broadwater - Carbon - Carter - Cascade - Chouteau - Custer - Daniels - Dawson - Deer Lodge - Fallon - Fergus | - Flathead - Gallatin - Garfield - Glacier - Golden Valley - Granite - Hill - Jefferson - Judith Basin - Lake - Lewis and Clark - Liberty - Lincoln - Madison | - McCone - Meagher - Mineral - Missoula - Musselshell - Park - Petroleum - Phillips - Pondera - Powder River - Powell - Prairie - Ravalli - Richland | - Roosevelt - Rosebud - Sanders - Sheridan - Silver Bow - Stillwater - Sweet Grass - Teton - Toole - Treasure - Valley - Wheatland - Wibaux - Yellowstone |